# 科克尔犬
科克尔犬（荷蘭語：Kooikerhondje，發音：[koːi̯kərhɔɲcə]，意为“诱饵小狗”）是一种来自荷兰的犬种。它本生是一种工作犬，被繁殖来引诱野鸭。科克尔犬在十七和十八世纪很流行，并出现在荷兰画家扬·斯特恩和伦勃朗和油画里。这种狗在美国，加拿大和北欧比较少见，但现在在这些地区变得越来越流行。

## 特征

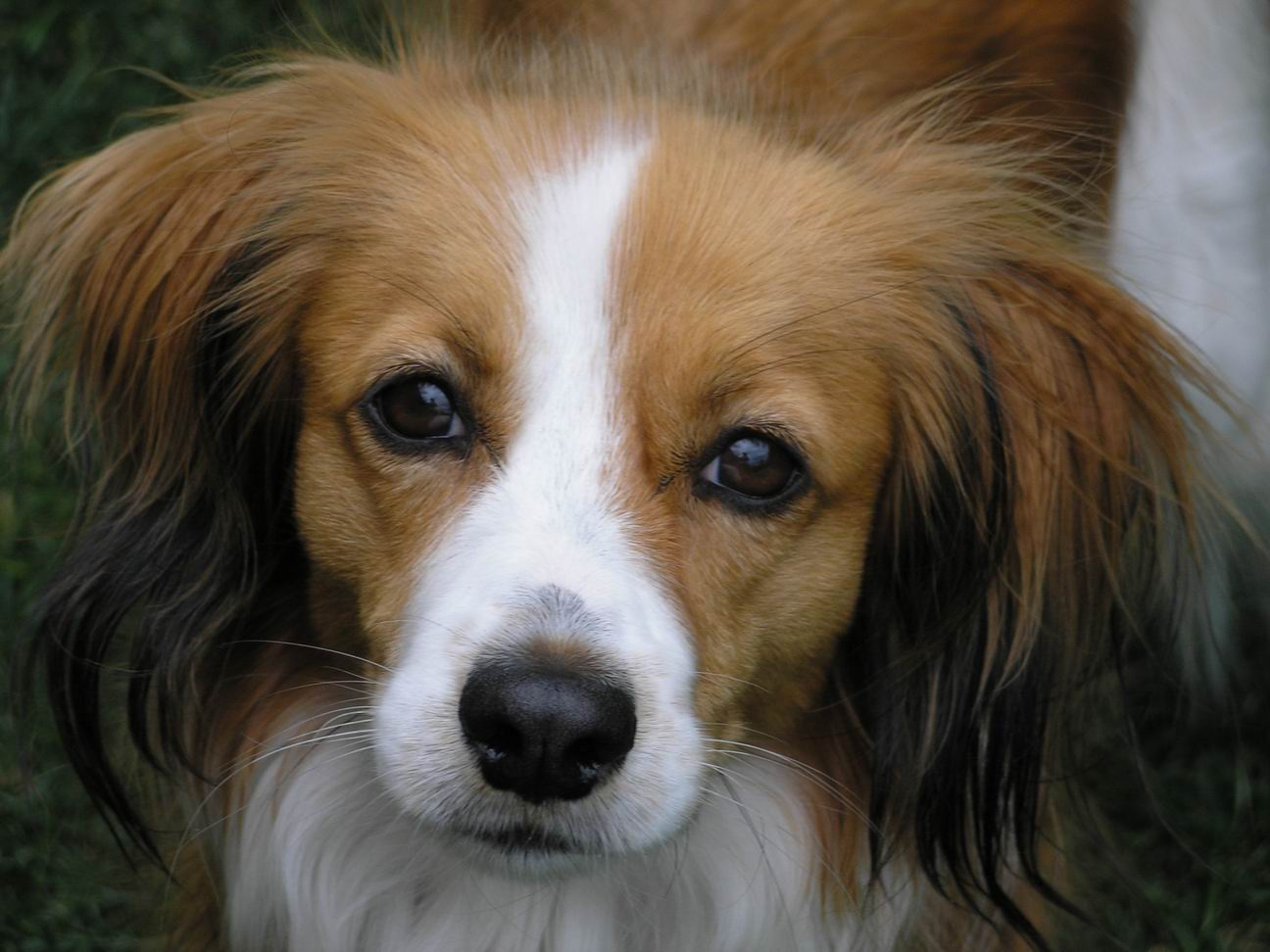
科克尔犬的耳朵长着长长的边毛

### 外貌
科克尔犬身形小，身上有红色和白色的长毛。它有一条浓密多毛的尾巴，是用来引诱野鸭子的。当科克尔犬不在引诱野鸭子时，它们会在农场捉害虫。科克尔犬的耳朵是红色的，长着长长的边毛，而毛色应该为桔红色为主。有些科克尔犬的腿上会有一些小斑点，而在尾巴红色和白色的分界线长着一环黑色的毛。

### 性格
科克尔犬性格开朗，友好，活泼和乖巧。他们是聪明伶俐的，愿意服从主人。科克尔犬的适应力比较高，性情可以由安静乖巧变为快乐活泼。这种狗在陌生人前比较慢熟，但得到它的信任后就可以成为终生的好朋友。科克尔犬可以住在公寓里，但主人必须定期带它运动。一个有围栏的花园是比较理想的生活环境。这种狗比较活泼，但在室内时通常是安静的。